# Диди Джихаиши
Диди Джихаиши (на грузински: დიდი ჯიხაიში) е село в западна Грузия, част от Самтредска община на област Имеретия. Населението му е около 3359 души (2014).
Разположено е на 40 метра надморска височина в Колхидската низина, на 9 километра североизточно от Самтредия и на 24 километра западно от Кутаиси.

## Известни личности
Родени в Диди Джихаиши
- Нико Николадзе (1843 – 1928), общественик